# Mark Tildesley
Mark Tildesley (Londres, 19 de setembro de 1963) é um decorador de arte britânico. Conhecido pelos trabalhos ao lado de Danny Boyle, foi indicado ao Emmy Award pela produção da cerimônia de abertura dos Jogos Olímpicos de Verão de 2012.

## Filmografia
- Blue Juice (1995)
- House of America (1997)
- Resurrection Man (1998)
- I Want You (1998)
- Wonderland (1999)
- With or Without You (1999)
- 24 Hour Party People (2002)
- 28 Days Later... (2003)
- The Mother (2003)
- Code 46 (2003)
- Millions (2004)
- The Constant Gardener (filme) (2006)
- Sunshine (2007)
- 28 Weeks Later (2007)
- Happy-Go-Lucky (2008)
- The Boat That Rocked (2010)
- The Killer Inside Me (2010)
- Your Highness (2011)
- One Day (2011)
- Trance (2013)
- The Fifth Estate (2013)
- High Rise (2015)
- In the Heart of the Sea (2015)
- Snowden (2016)
- T2 Trainspotting (2017)
- Phantom Thread (2017)